# اندیس تراورتن سنگرود لوشان (پرونده اکتشافی آقای مرتضی احمدوند)
تراورتن سنگرود لوشان (پرونده اکتشافی آقای مرتضی احمدوند) یک اندیس مصالح ساختمانی است که در حوالی شهر جیرنده استان گیلان قرار دارد و مادهٔ معدنی موجود در آن، تراورتن است.سنگ میزبان این اندیس آهک - مارن - رسوبات رنگی دوران سوم زمین‌شناسی است و دیرینگی آن به دوران عصر حاضر می‌رسد. در این اندیس، پاراژنز‌های کربنات و اکسیدهای مس یافت می‌شوند.